# Cricetulus kamensis
Cricetulus kamensis är en däggdjursart som först beskrevs av Konstantin Alexeevitsch Satunin 1903.  Cricetulus kamensis ingår i släktet råtthamstrar och familjen hamsterartade gnagare. IUCN kategoriserar arten globalt som livskraftig. Inga underarter finns listade.
Arten blir 8,8 till 11,2 cm lång (huvud och bål) och har en 5,1 till 6,4 cm lång svans. Bakfötterna är cirka 1,8 cm långa, öronen är ungefär 1,7 cm stora och vikten varierar mellan 20 och 40 g. Djuret har gråbrun päls på ovansidan med några svartaktiga fläckar eller strimmor. Undersidan är täckt av ljusgrå päls. Övergången från den mörka ovansidan till den ljusa undersidan är synlig som en vågig linje. Svansen har allmänt en vit färg förutom en mörk linje på toppen av främre delen.
Denna råtthamster förekommer i centrala Kina med två från varandra skilda populationer. En söder om Gobiöknen och den andra i östra delen av den tibetanska högplatån. Arten vistas där mellan 3300 och 4100 meter över havet. Habitatet utgörs av stäpper, områden nära vattenansamlingar med buskar samt av bergsängar.
Individerna gräver underjordiska bon där de samlar förråd. De äter frön och några insekter. Cricetulus kamensis kan vara aktiv under olika tider av dygnet. Honor kan para sig mellan maj och augusti och en kull har 5 till 10 ungar (oftast 7 eller 8).